# Kaspar Peterson
Robert Kasper (Kaspar) Peterson (1952) is een Nederlands basgitarist, componist en bierbrouwer. Hij is de stichter van Brouwerij 't IJ te Amsterdam.
Peterson werd geboren als zoon van Joop Peterson, exploitant van kermisattracties, en Attie Peterson. Hij groeide op in Haarlem en volgde het Karel van Mander lyceum in Heemstede. In 1972 vertrok hij naar Amsterdam om pedagogiek te studeren. Zijn studie maakte hij niet af. Hij werd basgitarist bij de groep Door Mekaar die in 1976 in eigen beheer het album Voor Mekaar uitbracht. Een van de nummers op het album was de smartlap Terug van Troje, geschreven door Peterson en Nico van Apeldoorn.
In de zomer en herfst van 1977 werkte Peterson op de collectieve boerderij Pantagnone in de Italiaanse provincie Grosseto. Terug in Amsterdam begon hij te experimenteren met het maken van alcoholische dranken; eerst van druiven en vervolgens van vruchtensappen. Ten slotte begon hij thuis bier te brouwen. De daarvoor benodigde kennis deed Peterson geleidelijk aan op tijdens tochtjes naar België, waar Door Mekaar vaak optrad. Zijn bier werd steeds beter en vond aftrek bij familie, vrienden en in alternatieve cafés. Een thuisbrouwer was destijds in Nederland strafbaar. Daarom deed Peterson maar alsof zijn bier afkomstig was van de fictieve Belgische brouwerijen Cnoop en Claesen te Brussel.
In 1981 nam de groep Drukwerk een cover van Terug van Troje op. Onder de titel Je loog tegen mij werd dit een enorme hit. Als componist ontving Peterson een bescheiden kapitaaltje. Ook zijn samen met Van Apeldoorn geschreven nummer Hee Amsterdam (1983) werd een hit. Intussen werd zijn illegale brouwerij te groot voor zijn bescheiden huurwoning. Toen zijn vriendin Joke Scholte begin 1985 zwanger raakte begonnen Peterson en Scholte naar een bedrijfspand uit te kijken. Na de nodige voormalige slagerijen te hebben bezocht viel hun oog op een voormalig gemeentelijk badhuis, naast molen De Gooyer aan de Funenkade, dat ze konden huren van het gemeentelijk grondbedrijf. Hier werd Brouwerij 't IJ gevestigd. In juni 1985 trouwde Peterson met Joke Scholte, in oktober werd hij vader, en in november produceerde hij zijn eerste brouwsel in de nieuwe brouwerij.
Brouwerij 't IJ begon op een moment dat in Nederland weer interesse in ambachtelijk bier ontstond en het bedrijf werd een groot succes.

Peterson scheidde in 2002. In 2008 verkocht hij zijn brouwerij aan de Amsterdamse café-eigenaren Patrick Hendrikse en Bart Obertop.